# Masalia prochaskai
Masalia prochaskai là một loài bướm đêm trong họ Noctuidae.